# Château de Linz
Le château de Linz est situé sur une colline surplombant la vieille ville de Linz et le Danube.

## Histoire
Le château est construit sur le site de l'ancien fort romain de Lentia. Les premières mentions datent de 799. Sous Frédéric III du Saint-Empire, en 1477, le château-fort devient un château puis sert de résidence de 1489 à 1493. La Friedrichstor, sur laquelle est écrit A.E.I.O.U., date de cette époque. De même, son fils Maximilien vivra souvent au château.
En 1600, Rodolphe II détruit l'ancien et bâtit un nouveau château avec l'architecte néerlandais Anton Muys. En plus du puissant bâtiment massif de quatre étages avec deux cours, on élève une nouvelle porte de ville, la Rudolfstor, en 1604.
Durant la domination bavaroise de 1620 à 1628, Adam von Herberstorff est gouverneur du château. Il renforce les fortifications en prévention d'une révolte des paysans. Il résiste ainsi à cette révolte qui a lieu en 1626.
En 1783, le gouverneur quitte le château.
Pendant les guerres napoléoniennes, le château sert d'hôpital militaire. En 1800, l'incendie de la ville part du château. Il détruit l'aile sud et une partie de l'aile transversale.
En 1811, le bâtiment devient un pénitencier. Entre 1845 et 1911, c'est une caserne.
Entre 1953 et 1963, le château est rénové et agrandi afin de recevoir le musée du château.

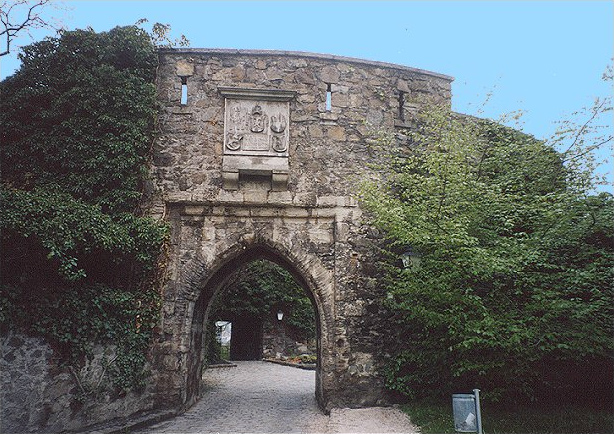
La Friedrichstor
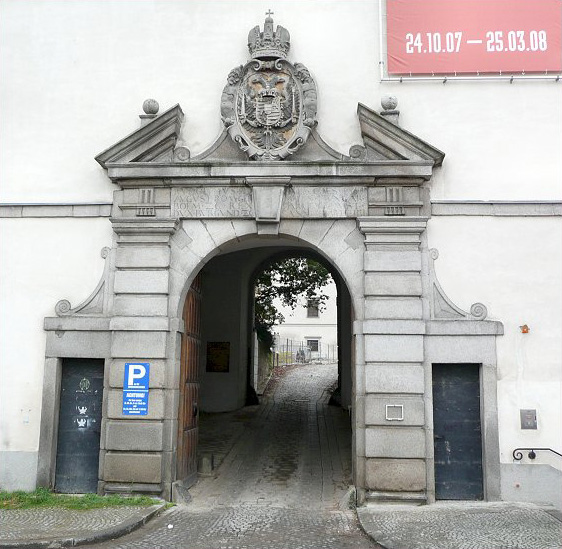
La Rudolfstor
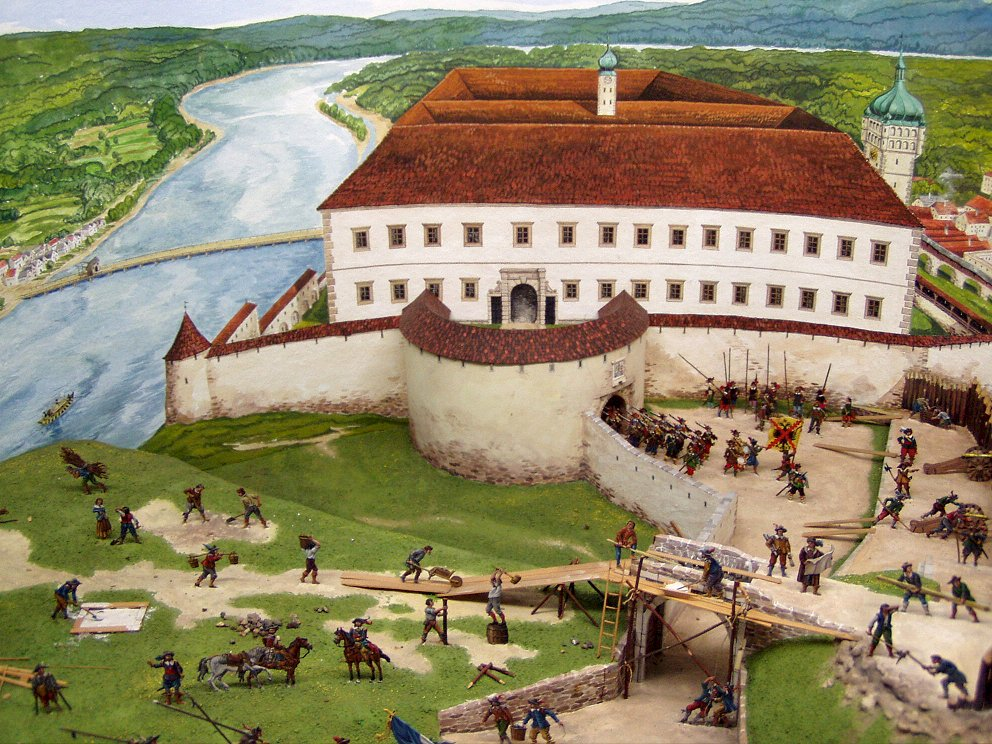
Maquette représentant la révolte paysanne en 1626.

## Musée du château
Il ouvre ses portes en 1963 partiellement puis totalement en 1966. Il accueille les collections historiques et folkloriques. En outre, des expositions spéciales sont organisées régulièrement. Dans la cour, des manifestations en plein air sont organisés de temps en temps.

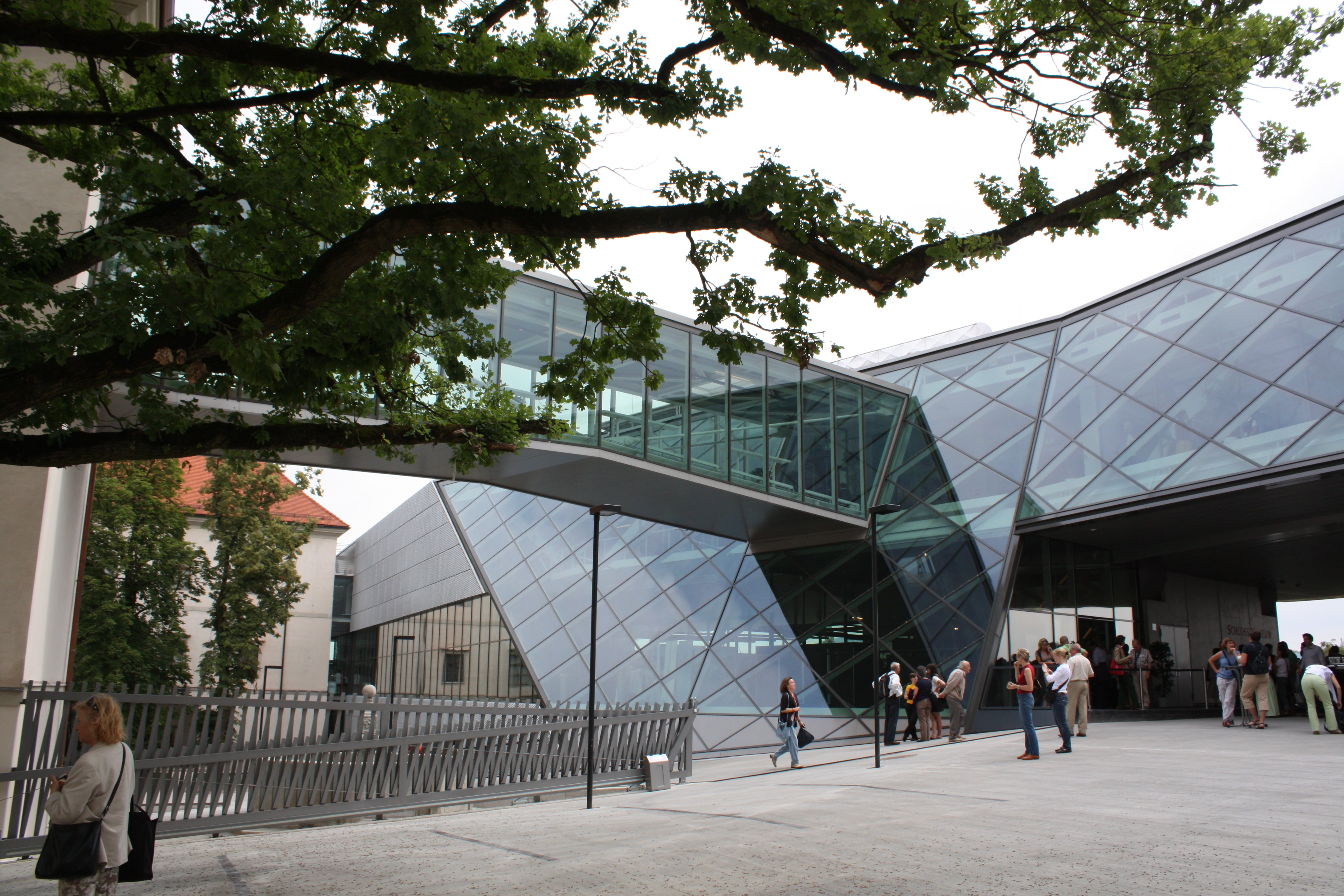
Le nouveau musée du château de Linz

En 2006, on organise un concours d'architecture pour la reconstruction de l'aile sud. Le bureau d'architecture HoG architektur de Graz (Martin Emmerer, Clemens Luser et Hansjörg Luser) l'emporte. Cette nouvelle aile est l'expansion du musée du château. Durant l'été 2006, des fouilles archéologiques ont lieu.
Cette structure en acier et en verre, dont le coût de construction est de 24 millions d'euros, abrite depuis juillet 2009 les collections historiques des industries et de sciences naturelles du musée.
Un autre projet de théâtre musical devait intégrer le flanc du château donnant sur le Danube. Il est rejeté après un référendum initié par le FPÖ.

## Source, notes et références
1. ↑  Land Oberösterreich Neuerrichtung des Südflügels Schlossmuseum Linz, Landeskorrespondenz 12. Jänner 2006.
2. ↑  ORF Oberösterreich Spatenstich für Südflügel des Linzer Schlosses, 13. Juni 2007.
3. ↑  http://www.nachrichten.at/nachrichten/kultur/linz09/art470,86945 Oberösterreichische Nachrichten vom 23. Dezember 2008, Hüllen für die Linz09-Inhalte
4. ↑  Der Standard Wojciech Czaja: Aufbruchstimmung in der Kulturhauptstadt, 29. Mai 2008.

- (de) Cet article est partiellement ou en totalité issu de l’article de Wikipédia en allemand intitulé « Linzer Schloss » (voir la liste des auteurs).